# San Ignacio (Chile)
San Ignacio este o comună din provincia Ñuble, regiunea Bío Bío, Chile, cu o populație de 15.566 locuitori (2012) și o suprafață de 363,6 km2.